# Monotoni
Monotoni, av grekiskans monos en/ensam och tonos ton, betyder enformig eller entonig, men med tiden har betydelsen förskjutits mot att även innefatta betydelserna ständig upprepning samt även trist och tråkigt.
Inom matematiken finns begreppet Monoton funktion, som används om en matematisk funktion vars värde är ständigt stigande eller avtagande.